# Hôtel de Gargan
L’hôtel de Gargan, actuellement résidence d’Hannoncelles, est un bâtiment historique de la ville de Metz situé en Nexirue, dans le quartier Metz-Centre. 

## Contexte historique
La bourgeoisie de Metz s’enrichissant, elle fait de la cité une république oligarchique brillante. Les XIIIe et XIVe siècles constituent l’une des périodes les plus prospères dans l’histoire de Metz, qui compte alors près de 30 000 habitants, soit la plus grande concentration urbaine de Lorraine. Ses foires sont très fréquentées et sa monnaie, la première de la région jusqu’en 1300, est acceptée dans toute l’Europe. Preuve de la prospérité des citains, de nombreux hôtels particuliers voient le jour à la fin du Moyen Âge.
C’est une construction du XVe siècle de style gothique.

## Construction et aménagements
Cette construction du XVe siècle de style gothique est caractéristique des hôtels patriciens de Metz. Sa toiture basse est masquée par un mur-écran crénelé. Ses baies sont ornées de tympans de style gothique flamboyant, qui permettent de dater l’édifice originel du XVe siècle. Un autre tympan, bien que martelé, laisse deviner la date de 1578.

## Affectations successives
L’hôtel de Gargan a abrité une salle de jeu de paume au XVIIe siècle dans laquelle Henri IV joua lorsqu’il vint à Metz en 1603. Le jeu de paume est transformé en salle de spectacles à la fin du XVIIe siècle jusqu’à l’inauguration de l’actuel théâtre de Metz en 1752 sur la place de la Comédie.
Il fait l’objet d’une inscription au titre des monuments historiques depuis le 3 octobre 1929.

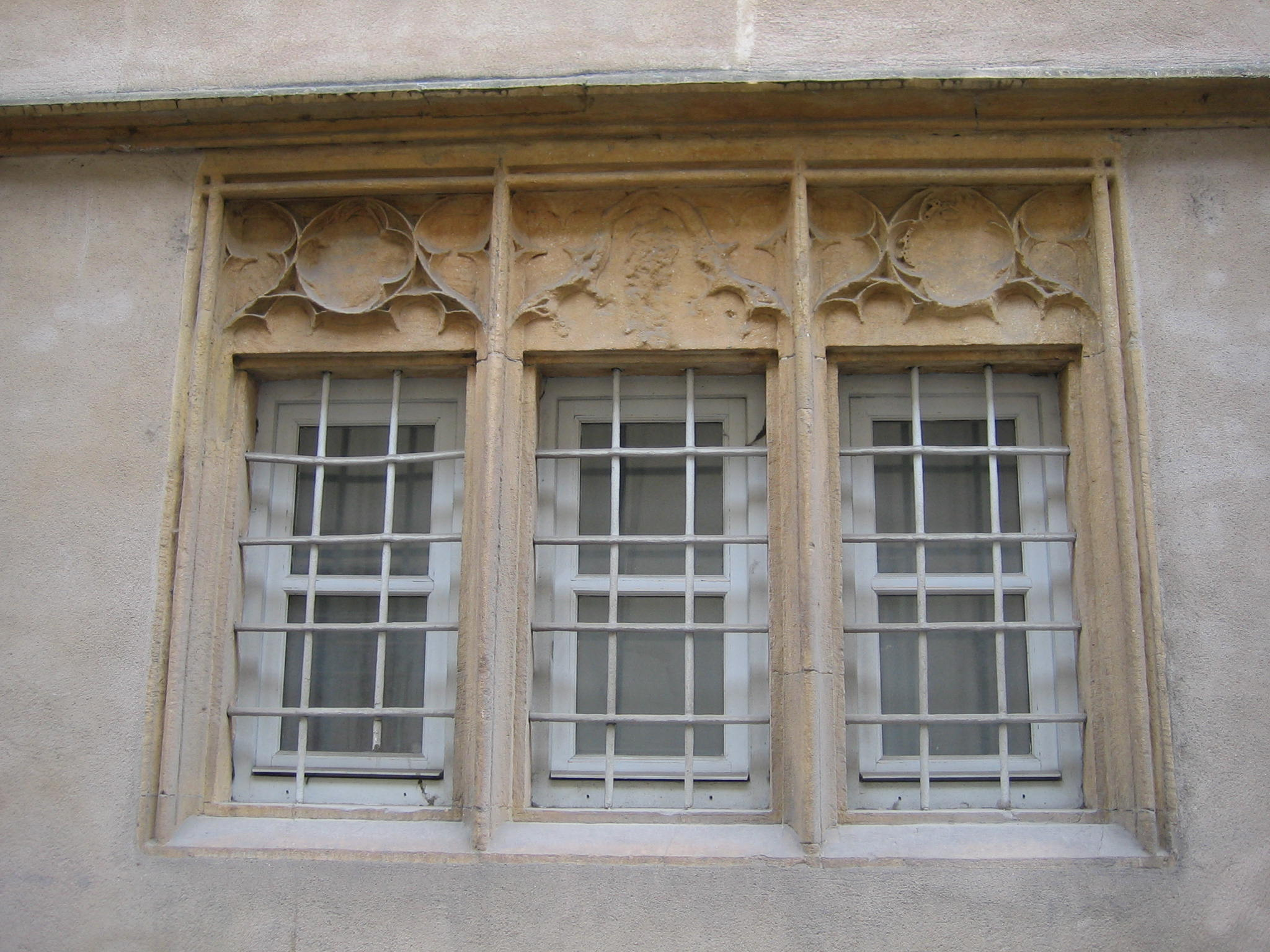
Tympans de fenêtres de style gothique flamboyant, XVe siècle.